# 前592年
| 千纪： | 前1千纪 |
| 世纪： | 前7世纪 \| 前6世纪 \| 前5世纪 |
| 年代： | 前620年代 \| 前610年代 \| 前600年代 \| 前590年代 \| 前580年代 \| 前570年代 \| 前560年代                                                                                       |
| 年份： | 前597年 \| 前596年 \| 前595年 \| 前594年 \| 前593年 \| 前592年 \| 前591年 \| 前590年 \| 前589年 \| 前588年 \| 前587年                                                         |
| 纪年： | 周定王十五年 魯宣公十七年 齐顷公七年 晉景公八年 秦桓公十二年 宋文公十九年 楚庄王二十二年 衛穆公八年 陈成公七年 蔡文侯二十年 曹宣公三年 郑襄公十三年 燕宣公十年 杞桓公四十五年 |

## 大事記
- 晏弱作為齊國使臣之一，參加晉國發起的諸侯會議，遭扣留，後來放回。
- 晉國的郤克出使齊國，當時，出使齊國的還有魯國的季孫行父、衛國的孫良夫、曹國的公子首。郤克，季孫行父禿頭，孫良夫獨眼，公子首駝背。齊頃公為了討笑母親蕭同叔子，讓瘸腿接待略有瘸腿的郤克，禿頭接待季孫行父，獨眼接待孫良夫，駝背接待公子首。郤克大怒，發誓要報復，回國就向晉景公請求發兵攻打齊國，晉景公不答應，郤克請求帶領家族武裝去進攻齊國，晉景公也不答應。